# Abd el-Ouahed ben Messaoud
Abd el-Ouahed ben Messaoud ben Mohammed Anoun (en árabe: عبد الواحد بن مسعود بن محمد عنون‎) (Marruecos, 1558) fue el secretario principal de Ahmad al-Mansur, y embajador en la corte de la Reina Isabel I de Inglaterra en 1600, cuya tarea principal fue la de promover el establecimiento de una alianza anglo-marroquí.

## Carrera
La visita de Abd el-Ouahed ben Messaoud fue seguida de la partida del barco El León en 1551, y el establecimiento en 1585 de la inglesa Barbary Company, que tenía el objetivo de desarrollar el comercio entre Inglaterra y Marruecos. Las relaciones diplomáticas y una alianza fueron establecidos entre la reina Isabel I y los estados de Berbería.
En los últimos años del siglo XVI se observaron importantes éxitos ingleses en contra de España, como la victoria contra la Armada española en 1588, y la Captura de Cádiz por el Conde de Essex en 1597. Como resultado, el rey Ahmad al-Mansur decidió enviar una embajada para proponer una invasión conjunta de España. Abd el-Ouahed ben Messaoud estuvo acompañado por al Haji Messa y al Haji Bahanet, así como por un intérprete llamado Abd el-Dodar, un andaluz de nacimiento, al amparo de una misión comercial a Alepo con escala en Londres. En total, la embajada contaba con 16 miembros (incluyendo algunos prisioneros que regresaban a Inglaterra), y navegó a bordo del Eagle bajo la capitanía de Robert Kitchen. Abd el-Ouahed ben Messaoud llegó a Dover el 8 de agosto de 1600.
Abd el-Ouahed ben Messaoud pasó 6 meses en la corte de Isabel con el objetivo de negociar una alianza contra España. Abd el-Ouahed ben Messaoud hablaba algo de español, pero se comunicó con la Reina a través de su intérprete que hablaba italiano. Se reunió con la Reina el 19 de agosto y de nuevo el 10 de septiembre.
El gobernante marroquí quería la ayuda de una flota inglesa para invadir España. Mientras Isabel  se negó, dio la bienvenida a la embajada y aceptó el establecimiento de acuerdos comerciales que involucraban a los dos países. La reina Isabel y el rey Ahmad continuaron discutiendo varios planes para operaciones militares combinadas, solicitando los ingleses un adelanto de 100.000 libras al rey Ahmad por el suministro de una flota, mientras que Ahmad pidió que se envíe un barco inglés para enviar el dinero. Sin embargo, las discusiones no fueron concluyentes, y ambos gobernantes murieron dentro de los dos años de la embajada.

## En la cultura popular
Se ha sugerido que Abd el-Ouahed ben Messaoud inspiró el héroe morisco en Otelo de William Shakespeare, pero otros han argumentado que no hay ninguna conexión. En 2016, David Serero interpretó Otelo en una adaptación marroquí inspirado por Abd el-Ouahed ben Messaoud.
La pintura de Abd el-Ouahed ben Messaoud, la primera realizada de un morisco hecha en Inglaterra, está en manos del Shakespeare Institute en Stratford-upon-Avon.